# Tooth (Berg)
Der Tooth (englisch für „Zahn“) ist ein spitzer Berggipfel aus Andesit auf King George Island im Archipel der Südlichen Shetlandinseln. Er ragt auf der Südseite der Landspitze Lions Rump auf.
Polnische Wissenschaftler benannten ihn 1988 deskriptiv.